# Pileta Ornamental de Tacna
La Pileta Ornamental de Tacna es una fuente de 6 m de alto y 6 m de diámetro, de estilo neoclásico griego que se levanta en la Plaza Principal de la ciudad de Tacna.

## Historia
Existen diversas historias acerca de esta fuente ornamental. La más aceptada fue que esta Pileta fue diseñada por el escultor O' Lenhard y traída desde la ciudad de Bruselas, Bélgica, por la célebre constructora Eiffel. Sin embargo, es innegable que las estatuas de esta fuente son del escultor francés Mathurin Moreau. Hay alrededor de veinte fuentes idénticas en todo el mundo; Génova, Boston y dos en Buenos Aires, Argentina, exactamente en avda 9 de Julio esquina Córdoba.
Se señala que fue adquirida y obsequiada a la Ciudad de Tacna por el gobierno de José Balta en el año 1869 o también que llegó como parte del contrato del Río Uchusuma.
Los trabajos de instalación estuvieron a cargo del experto técnico francés Matias Richet y un arquitecto peruano, apellidado Salazar, corrió a cargo de la construcción del basamento de piedra.
El 19 de abril de 1885, la dirección de Obras Públicas pidió propuestas para el traslado de la pila que fue dirigido por el señor Adolfo Krug. La Pila estaba ubicada entonces metros más arriba de su ubicación actual. Los trabajos los inició el arquitecto peruano Salazar; a su fallecimiento concluyó el trabajo el señor Zenón Ramírez.
Durante la Ocupación Chilena en Tacna, hubo varios intentos fallidos de trasladar la Pileta hacia su país.
En 1969 se conmemoraron los 100 Años de la Instalación de la Pileta Ornamental, el alcalde de aquel entonces, Don Rómulo Baluarte hizo colocar a la Pileta un juego de luces intermitentes de color rojo y verde.
El 28 de diciembre de 1972 es declarada Patrimonio Histórico Inmueble por el Instituto Nacional de Cultura. Por la Resolución Suprema N° 2900.
En junio de 1998 se presentó un proyecto de restauración de la Pila Ornamental, siendo alcalde el Ing. Tito Chocano Olivera.
Actualmente es el centro de atención de varios turistas nacionales y extranjeros y ha sido testigo de la historia y tradición de la ciudad de Tacna.

## Descripción
La Pileta Ornamental tiene 6 metros de altura, de estilo Neoclásico griego. Consta de cuatro fontanas, la mayor de ellas tiene 6 metros de diámetro. Sobre el basamento de granito, está ubicado el grupo estatuario, constituido por cuatro esculturas humanas, dos de ellas masculinas y dos femeninas, que simbolizan las cuatro estaciones del año. Completan el grupo, símbolos de comercio, industria y navegación: un ancla, remo, un fardo, cabos de ancla y timón de bote. El grupo estatuario pleno de belleza en el desnudo, formas y líneas, es una manifestación de perfecto estilo clásico griego, el que ha desafiado, victoriosamente el correr de los siglos y posee contorno de eternidad.
Sobre la fontana mayor, hay otra de menores dimensiones y de forma octagonal, cuyos bordes están adornados de varios delfines de carácter figurativo, en número de dieciséis.
Junto a la tercera fontana de forma circular de menores dimensiones que las anteriores, se muestra un bello grupo escultorio de cuatro niños desnudos, cogidos de la mano, cuyo significado aproximadamente, parecer ser el de cuatro cupidos que simbolizan la unión.
Finalmente, un artístico capital y una fontana diminuta coronal el conjunto de la Pileta.

## Significado mitológico
Las cuatro estatuas que significan las cuatro estaciones, es una hipótesis. Otra hipótesis afirma que representaría a la navegación y el comercio, pero al no tiene un sustento para tal afirmación. Puesto que aquellas estatuas están semidesnudas y acompañadas de objetos marinos y de navegación, como redes, timón de bote, moluscos, conchas, remos etc.
Publicaciones como las de Freddy Gambetta Uría y el Historiador Luis Cavagnaro donde refiere que posiblemente se traten de Dioses Mitológicos marinos, pues bien si la pileta se afirmó que llegó del puerto de Liverpool no sería nada raro de que el artista se inspirara frente al mar para realizar aquella obra.
Tras esta afirmación, demuestra que una de las estatuas sería Neptuno, Dios del Mar y la otra Anfítrite, esposa de Neptuno. Neptuno no lleva el típico tridente, porque esta en características de Dioses Romanos. Tritón y la hija favorita de Neptuno de la cual nunca se supo su nombre, por haber sido una hija ilegítima ya que Anfititre no podía tener hijos, tan solo se le conocía como La Nereida, que fue una de las 50 hijas que Nereo le obsequió a Neptuno. Ambos hijos están también esculpidos en dicha Pileta.

## Conservación y Permanencia
En el año 1969 durante el mandato del alcalde Don Romulo Baluarte y al cumplirse 100 Años de la Instalación de la pileta, se le hizo colocar un juego de luces intermitentes de color rojo y verde.
En el año 1967, se llevó a cabo una amplia y valiosa reparación de la Pila Ornamental. Se reforzó y soldó la estructura, se cambió el sistema de agua y desagüe de la fuente, planta de bombeo y recirculacion del agua, pulido, pintura anticorrosiva, etc. Sin embargo las obras de restauración continuarían, siendo alcalde Luis Torres Robledo quien iniciaría la segunda etapa de la de la Obra. Siendo en la actualidad una de las atracciones históricas que ofrece la ciudad de Tacna.

## Galería

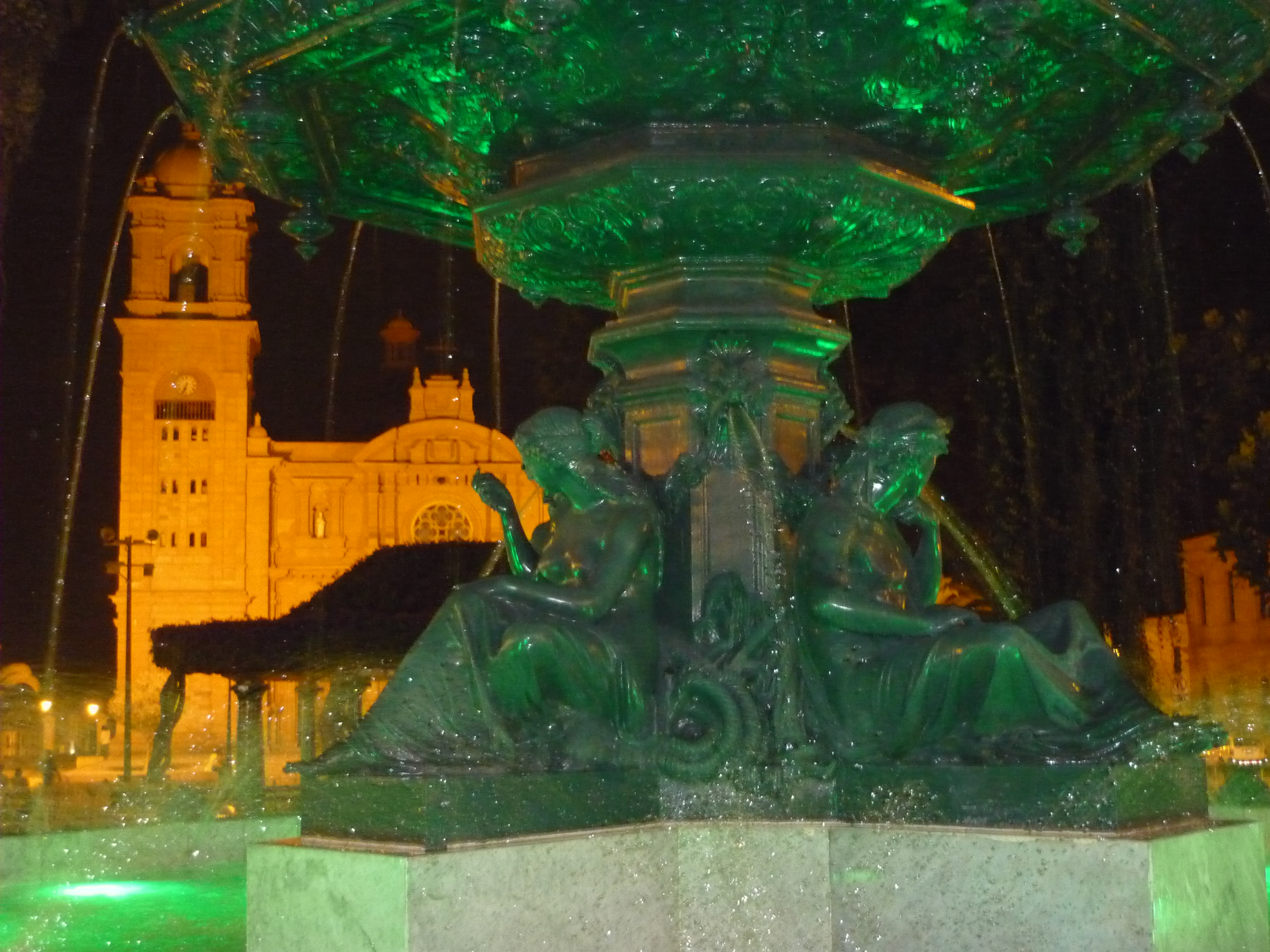
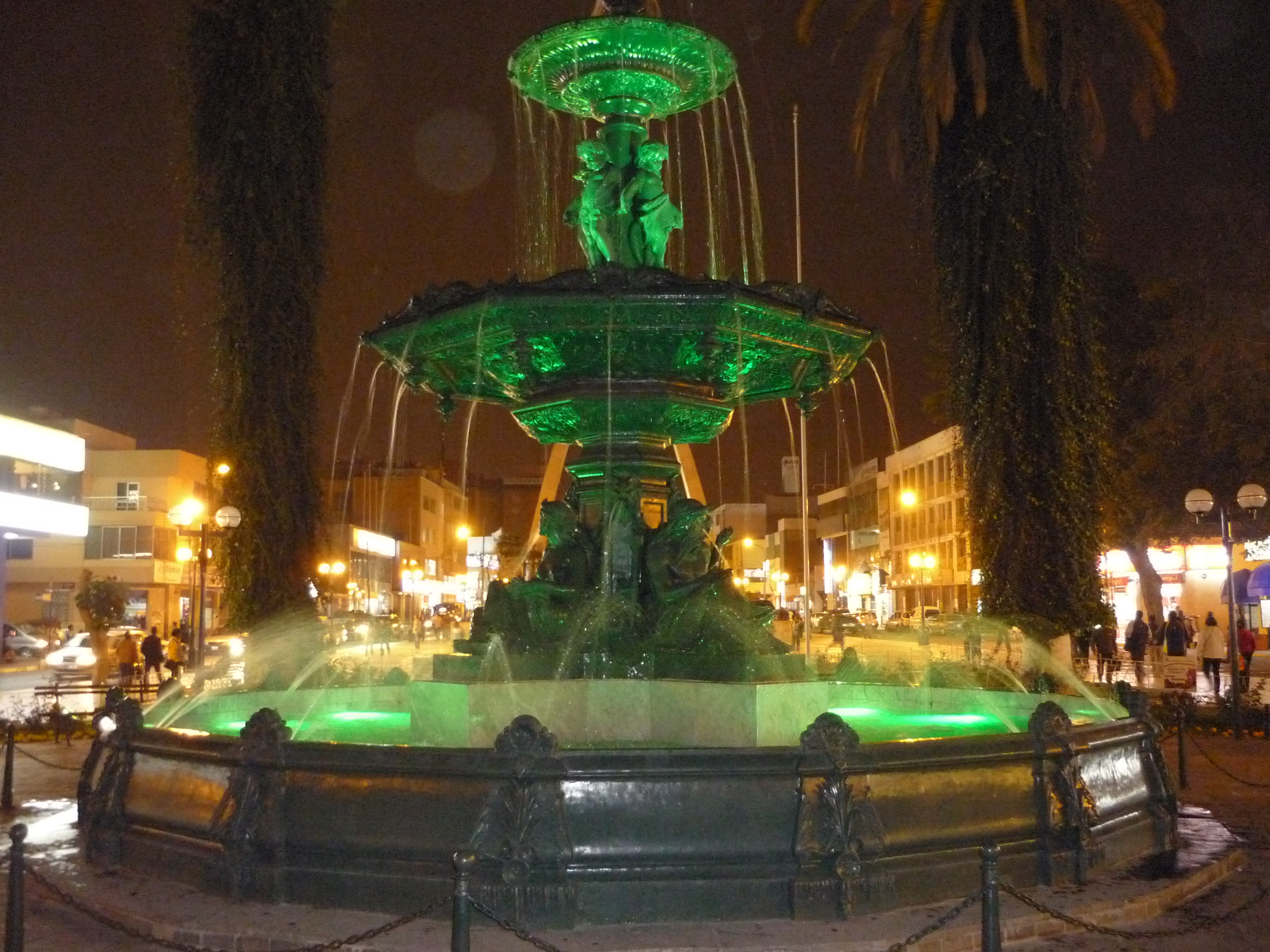
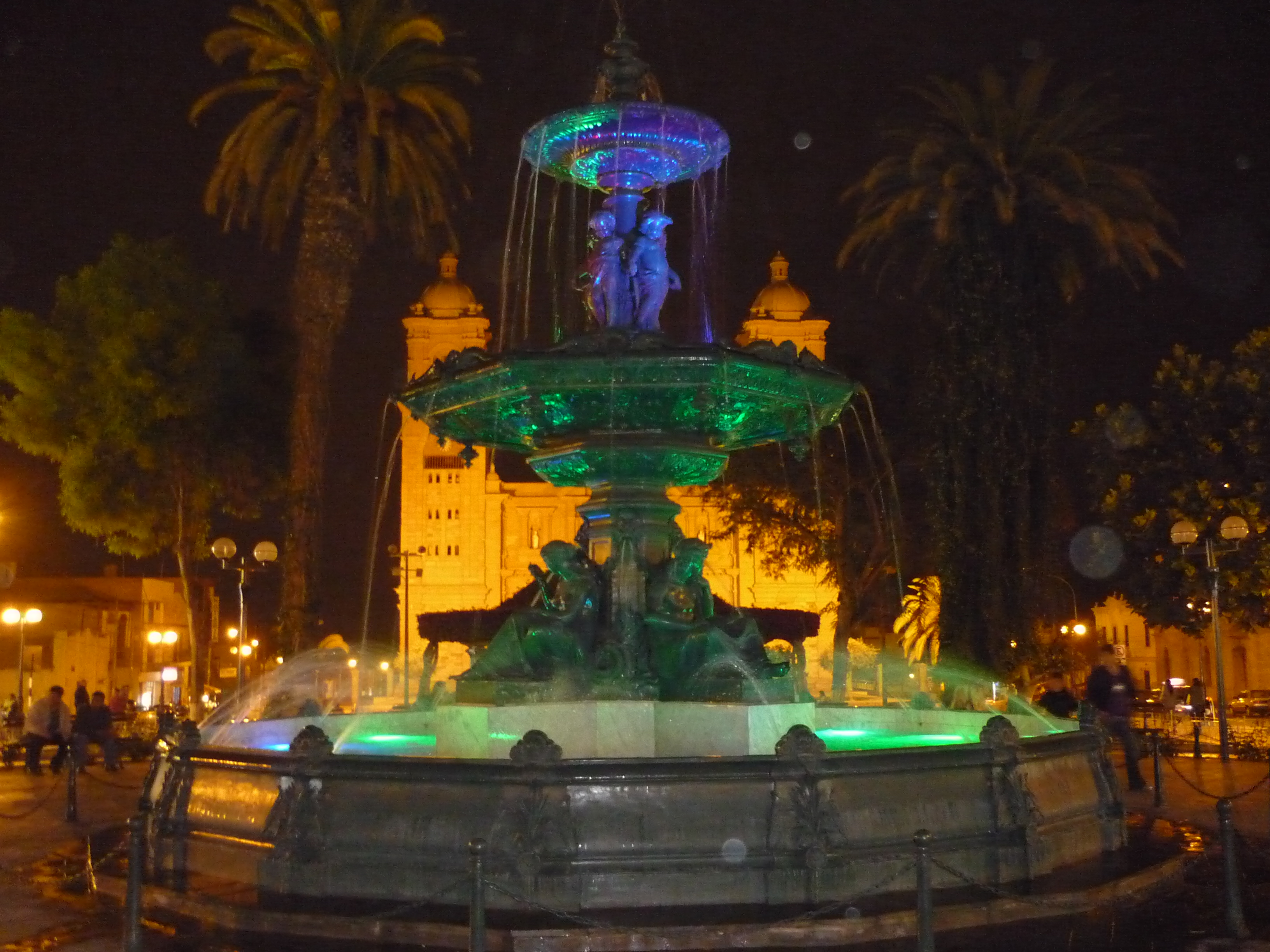